# Steve Zahn
Steven James Zahn (Marshall, 1967. november 13. –) amerikai színész és humorista.
Olyan filmekből ismert, mint a Nyomul a banda (1996), a Szép kis páros (1999), a Kéjutazás (2001), a Nemzetbiztonság Bt. (2003), a Pokoli édenkert (2009) és az Egy ropi naplója-filmsorozat (2010-2012). Kiemelkedő mellékszerepei közé tartozik a Nyakunkon az élet (1994), a Mint a kámfor (1998), a Mint a hurrikán (1999), Akire büszkék vagyunk! – A hónap dolgozója (2004), a Stuart Little, kisegér-filmsorozat (1999–2002), a Fiúk az életemből (2001), a Csodacsibe (2005), a Szahara (2005), a Hajnali mentőakció (2006), a Mielőtt meghaltam (2013), a Dínó tesó (2015), a Captain Fantastic (2016) és A majmok bolygója: Háború (2017) című filmek. 
Zahn egy Independent Spirit-díjat, több Primetime Emmy-díj jelölést és két Screen Actors Guild-díjat kapott.

## Fiatalkora és tanulmányai

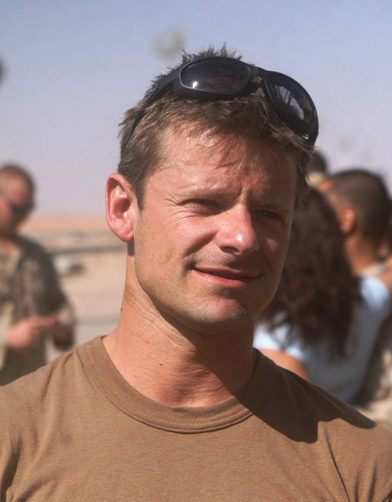
2008 nyarán

1967. november 13-án született Marshallban, svéd-német eredetű családban. Édesanyja, Zelda Clair a YMCA-nél dolgozott, míg édesapja, Carleton Edward Zahn visszavonult lutheránus lelkész.
Zahn gyermekkorának egy részét a minnesotai Mankatóban töltötte, a Kennedy Általános Iskolába járt, mad a középiskola idejére pedig Minneapolis külvárosába költözött, ahol iskolai színdarabokban játszott, és kétszeres minnesotai állami beszédbajnok lett. 1986-ban érettségizett a New Hope-i Robbinsdale Cooper High Schoolban, és azt tervezte, hogy csatlakozik az Egyesült Államok tengerészgyalogságához.
Egy szemeszterig a Gustavus Adolphus Főiskolára járt, de otthagyta, miután megnézte Victor Hugo A nyomorultak című darabjának eredeti West End-produkcióját. Később beiratkozott a Harvard Egyetem Institute for Advanced Theater Training nevű intézményébe, ahol Master of Fine Arts diplomát szerzett.

## Pályafutása
Első profi színészi szerepe a Biloxi Blues az Old Log Színházban, de az igazi nagy dobása 1994-ben jött, mikor felfedezte őt Ben Stiller és beválogatta filmjébe, a Nyakunkon az életbe. Zahn korai szerepei megoszlottak a mozik, a Broadway show-k vándortársulatai és a TV műsorok között. 1992–1993-ban a Barry Weissler által rendezett Bye Bye Birdie című műsor Hugo-jaként turnézott Tommy Tune-nal, Ann Reinking-gel és Marc Kudisch-sal. 1995-ben a Jóbarátok című tv-sorozat egy részében  Phoebe Buffay férjét játszotta. 
A '90-es évek közepén több filmben is feltűnt, pl. Tom Hanks Nyomul a banda című filmjében. Ezek a filmek elég hírnevet szereztek Zahn-nak, hogy 1999-ben felajánlják neki a főszerepét az egy független stúdió által készített, kritikusok által is elismert Szép kis páros című filmnek. Zahn legnépszerűbb filmjei a mostaniak közül kerültek ki, mint pl. a Nemzetbiztonság Bt. (2003), az Oviapu (2003) és a Szahara. A leghangosabb kritikusi elismerést a Fiúk az életemből című filmben alakított szerepéért kapta, ahol Drew Barrymore idióta, drogfüggő férjét játszotta. 

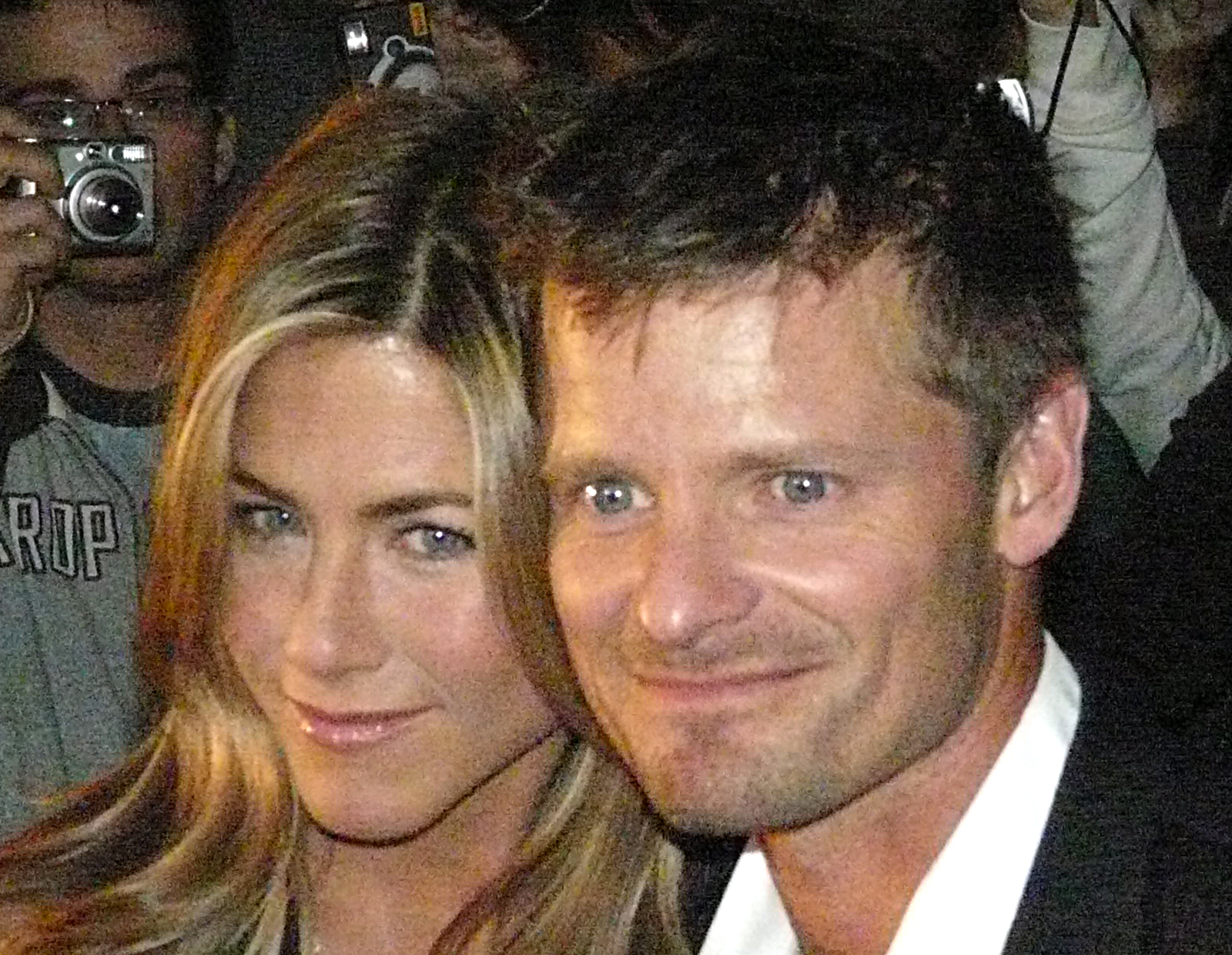
Zahn Jennifer Anistonnal a 2008-as A lekoptathatatlan című filmjük premierjén

Roger Ebert, Richard Roeper és a BBC is Oscar jelölésre érdemesnek ítélte a szerepet. 2005-ben a hangját kölcsönözte a Csodacsibe című animációs vígjátékban Runt of the Litter-nek, mostanában pedig drámai szerepeket játszik a Hajnali mentőakció című filmben és a Comanche Moon című tv-sorozatban.
Rendszeresen részt vett televíziós munkákban is, az HBO Treme című sorozatának 36 epizódjában Davis McClary szerepét játszotta.
2010 és 2012 között Zahn alakította Frank Heffley-t, Greg Heffley apját az Egy ropi naplója-filmsorozatban.
2017-ben Rossz majomot alakította a A majmok bolygója: Háború című filmben. A szerepet úgy tanulmányozta, hogy csimpánzvideókat nézett a YouTube-on, és később azt mondta; „a mozgásrögzítés és a hosszú digitális felvételek miatt Rossz majom a legnagyobb kihívást jelentő színészi munkám volt, amiben valaha is részt vettem”.

## Magánélete
Zahn akkor ismerkedett meg Robyn Peterman íróval és színművésszel (J. Peterman ruhagyáros lánya), amikor 1991-ben a Bye Bye Birdie országos turnéján játszottak. A pár 1994-ben házasodott össze, és két gyermekük született. Az 1990-es években vettek egy faházat Pennsylvaniában, majd egy farmot New Jerseyben, a Delaware Water Gap közelében. Ezután egy 36 hektáros lovasfarmra költöztek a Kentucky állambeli Lexington mellett, ahol Zahn kertészkedik, lovakat, kecskéket és juhokat nevel. Feleségével egy helyi közösségi színházat is vezetnek, amelyben időnként fellép. Van egy tóparti faháza is a minnesotai Pine City közelében, ahol szívesen pancsol és horgászik gyerekeivel. Zahn lutheránus.
Egész életében rajong a haditörténelemért, és azt mondta, az egyik legnagyobb bánata az volt, hogy visszautasította az HBO Az elit alakulat című minisorozatában való szereplést. 2007-ben a Northern Kentucky Egyetem díszdoktori címet adományozott neki képzőművészetből. A Kentucky Egyetem sportrajongójaként Zahnt gyakran látni meccseken és rendezvényeken.

## Filmográfia

### Film
| Év   | Magyar cím                                 | Eredeti cím                                   | Szerep                      | Magyar hang         |
| ---- | ------------------------------------------ | --------------------------------------------- | --------------------------- | ------------------- |
| 1992 | Eső mennydörgés nélkül                     | Rain Without Thunder                          | Jeremy Tanner               |                     |
| 1994 | Nyakunkon az élet                          | Reality Bites                                 | Sammy Gray                  | Seszták Szabolcs    |
| 1995 | Az utolsó esély                            | Crimson Tide                                  | William Barnes              | Janovics Sándor     |
| 1996 | Napszekerek                                | Race the Sun                                  | Hans Kooiman                | Barabás Kiss Zoltán |
| 1996 | Naplopók                                   | SubUrbia                                      | Buff                        | Dózsa Zoltán        |
| 1996 | Nyomul a banda                             | That Thing You Do!                            | Lenny Haise                 | Zalán János         |
| 1998 | Vágyaim netovábbja                         | The Object of My Affection                    | Frank Hanson                | Janovics Sándor     |
| 1998 | Mint a kámfor                              | Out of Sight                                  | Glenn Michaels              | Stohl András        |
| 1998 | Mint a kámfor                              | Out of Sight                                  | Glenn Michaels              | Seszták Szabolcs    |
| 1998 | Széf fiúk                                  | Safe Men                                      | Eddie                       |                     |
| 1998 | A szerelem hálójában                       | You've Got Mail                               | George Pappas               | Fekete Zoltán       |
| 1999 | Mint a hurrikán                            | Forces of Nature                              | Alan                        | Fekete Zoltán       |
| 1999 |                                            | Freak Talks About Sex                         | Freak                       |                     |
| 1999 | Szép kis páros                             | Happy, Texas                                  | Wayne Wayne Wayne Jr.       | Gyabronka József    |
| 1999 | Stuart Little, kisegér                     | Stuart Little                                 | Monty (hangja)              | Görög László        |
| 2000 | Kötöznivaló bolondok                       | Chain of Fools                                | Thomas Kresk                | Görög László        |
| 2000 | Hamlet                                     | Hamlet                                        | Rosencrantz                 |                     |
| 2001 |                                            | Chelsea Walls                                 | Ross                        |                     |
| 2001 | Dr. Dolittle 2.                            | Dr. Dolittle 2                                | Archie (hangja)             | Bajor Imre          |
| 2001 | Kéjutazás                                  | Joy Ride                                      | Fuller Thomas               | Anger Zsolt         |
| 2001 | Kéjutazás                                  | Joy Ride                                      | Fuller Thomas               | Boros Zoltán        |
| 2001 | Fiúk az életemből                          | Riding in Cars with Boys                      | Ray Hasek                   | Rajkai Zoltán       |
| 2001 | Nő a baj                                   | Saving Silverman                              | Wayne                       | Kálloy Molnár Péter |
| 2002 | Stuart Little, kisegér 2.                  | Stuart Little 2                               | Monty (hangja)              | Görög László        |
| 2003 | Oviapu                                     | Daddy Day Care                                | Marvin                      | Kerekes József      |
| 2003 | Nemzetbiztonság Bt.                        | National Security                             | Hank Rafferty               | Stohl András        |
| 2003 | A hazugsággyáros                           | Shattered Glass                               | Adam Penenberg              | Schneider Zoltán    |
| 2004 | Akire büszkék vagyunk! – A hónap dolgozója | Employee of the Month                         | Jack                        | Kaszás Attila       |
| 2004 | Beszélj!                                   | Speak                                         | Mr. Freeman                 | Stohl András        |
| 2005 | Csodacsibe                                 | Chicken Little                                | Ifj. Hurkássy Toka (hangja) | Kerekes József      |
| 2005 | Szahara                                    | Sahara                                        | Al Giordino                 | Czvetkó Sándor      |
| 2006 | Las Bandidas                               | Bandidas                                      | Quentin Cooke               | Széles Tamás        |
| 2006 | Hajnali mentőakció                         | Rescue Dawn                                   | Duane                       | Rajkai Zoltán       |
| 2008 | A tökéletlen trükk                         | The Great Buck Howard                         | Kenny                       | Seder Gábor         |
| 2008 | A lekoptathatatlan                         | Management                                    | Mike Flux                   | Fekete Zoltán       |
| 2008 | Vadbarmok                                  | Strange Wilderness                            | Peter Gaulke                | Zámbori Soma        |
| 2008 | Tiszta napfény                             | Sunshine Cleaning                             | Mac                         | Fekete Zoltán       |
| 2008 | Állati mesék: 3 malac és egy bébi          | Unstable Fables: 3 Pigs and a Baby            | Sandy Pig (hangja)          |                     |
| 2009 |                                            | Night Train                                   | Pete Dobbs                  |                     |
| 2009 | Pokoli édenkert                            | A Perfect Getaway                             | Cliff Anderson              | Seszták Szabolcs    |
| 2010 | Calvin Marshall                            | Calvin Marshall                               | Little edző                 |                     |
| 2010 | Egy ropi naplója                           | Diary of a Wimpy Kid                          | Frank Heffley               | Seszták Szabolcs    |
| 2010 |                                            | Salesmen                                      | Marvin                      |                     |
| 2011 | Egy ropi naplója: Testvérháború            | Diary of a Wimpy Kid: Rodrick Rules           | Frank Heffley               | Seszták Szabolcs    |
| 2012 | Kutya egy idő                              | Diary of a Wimpy Kid: Dog Days                | Frank Heffley               | Seszták Szabolcs    |
| 2012 |                                            | Diary of a Wimpy Kid: Class Clown (rövidfilm) | Frank Heffley (hangja)      |                     |
| 2013 | A szörny mentőakció                        | Escape from Planet Earth                      | Hawk (hangja)               | Elek Ferenc         |
| 2013 | Mielőtt meghaltam                          | Dallas Buyers Club                            | Tucker                      | Szabó Győző         |
| 2013 |                                            | Knights of Badassdom                          | Eric                        |                     |
| 2015 | Dínó tesó                                  | The Good Dinosaur                             | Mennydörgés (hangja)        | Rajkai Zoltán       |
| 2015 | Nevetséges hatos                           | The Ridiculous 6                              | Clem                        |                     |
| 2016 | Captain Fantastic                          | Captain Fantastic                             | Dave                        | Fekete Zoltán       |
| 2017 | A majmok bolygója: Háború                  | War for the Planet of the Apes                | Rossz majom (hangja)        | Görög László        |
| 2017 |                                            | Lean on Pete                                  | Silver                      |                     |
| 2018 | Blaze                                      | Blaze                                         | olajkereskedő               | Seszták Szabolcs    |
| 2019 | Hová tűntél, Bernadette?                   | Where'd You Go, Bernadette                    | David Walker                | Seder Gábor         |
| 2019 | A magas lány                               | Tall Girl                                     | Richie Kreyman              | Fekete Zoltán       |
| 2020 | Frank bácsi                                | Uncle Frank                                   | Mike Bledsoe                |                     |
| 2020 |                                            | Cowboys                                       | Troy                        |                     |
| 2021 | 8 bites karácsony                          | 8-Bit Christmas                               | John Doyle                  | Czvetkó Sándor      |
| 2022 | A magas lány 2.                            | Tall Girl 2                                   | Richie Kreyman              | Fekete Zoltán       |
| 2022 | Éjszaka a múzeumban: Kahmunrah visszatér   | Night at the Museum: Kahmunrah Rises Again    | Jedediah (hangja)           | Seder Gábor         |
| 2023 | Nálad vagy nálam?                          | Your Place or Mine                            | Zen                         | Rajkai Zoltán       |
| 2023 |                                            | LaRoy, Texas                                  | Skip                        |                     |
| 2023 |                                            | Gringa                                        | Jackson                     |                     |
| 2023 | Vadmacska                                  | Wildcat                                       | Tom T. Shiftlet             | Fekete Zoltán       |
| 2025 |                                            | She Dances                                    | Jason                       |                     |
| 2025 | Anakonda                                   | Anaconda                                      | Kenny Trent                 |                     |

### Televízió
| Év        | Magyar cím                                 | Eredeti cím                       | Szerep                         | Megjegyzések                                  |
| --------- | ------------------------------------------ | --------------------------------- | ------------------------------ | --------------------------------------------- |
| 1990      |                                            | All My Children                   | Spence                         | 1 epizód (stáblistán nem szerepel)            |
| 1993      |                                            | South Beach                       | Lane Bailey                    | 1 epizód                                      |
| 1995      | Jóbarátok                                  | Friends                           | Duncan                         | 1 epizód                                      |
| 1995      |                                            | Mike & Spike                      | Nick Pickles (hangja)          | 1 epizód                                      |
| 1995      | Festménymesék                              | Picture Windows                   | Crook                          | 1 epizód                                      |
| 1997      |                                            | Liberty! The American Revolution  | amerikai őrmester              | 4 epizód                                      |
| 1998      | A végtelen szerelmesei – Az Apolló-program | From the Earth to the Moon        | Elliot See                     | minisorozat (1 epizód)                        |
| 2008      | Komancsok holdja                           | Comanche Moon                     | Augustus "Gus" McCrae          | minisorozat (3 epizód)                        |
| 2008–2012 | Phineas és Ferb                            | Phineas and Ferb                  | Sherman (hangja)               | 2 epizód                                      |
| 2009      | Monk – A flúgos nyomozó                    | Monk                              | Jack Monk, Jr.                 | 1 epizód                                      |
| 2009      |                                            | WWII in HD                        | Nolen Marbrey (hangja)         | minisorozat (3 epizód)                        |
| 2010–2013 |                                            | Treme                             | Davis McAlary                  | állandó szereplő (36 epizód)                  |
| 2013      | Randy Cunningham: Kilencedikes nindzsa     | Randy Cunningham: 9th Grade Ninja | Terry McFist (hangja)          | 1 epizód                                      |
| 2014      |                                            | Mind Games                        | Clark Edwards                  | állandó szereplő (13 epizód)                  |
| 2014–2015 | Modern család                              | Modern Family                     | Ronnie La Fontaine             | visszatérő szerep (4 epizód)                  |
| 2015–2016 | Mad Dogs – Kutyaütők                       | Mad Dogs                          | Cobi                           | állandó szereplő (10 epizód)                  |
| 2018      | Az átkelők                                 | The Crossing                      | Jude Ellis                     | főszereplő (11 epizód)                        |
| 2019      | A Szilícium-völgy urai                     | Valley of the Boom                | Michael Fenne                  | főszereplő                                    |
| 2020      | Haver gyógyító ereje                       | The Healing Powers of Dude        | Haver (hangja)                 | főszereplő                                    |
| 2020      |                                            | The Good Lord Bird                | Chase                          | minisorozat (2 epizód)                        |
| 2021      | A Fehér Lótusz                             | The White Lotus                   | Mark Mossbacher                | - főszereplő - magyar hangja: - Fekete Zoltán |
| 2022      | Az utolsó filmcsillagok                    | The Last Movie Stars              | Donald "Duck" Dobbins (hangja) | 3 epizód                                      |
| 2022–2023 |                                            | George & Tammy                    | George Richey                  | 6 epizód                                      |
| 2023      | Az erényes Gemstone-ék                     | The Righteous Gemstones           | Peter Montgomery               | visszatérő szerep                             |
| 2024      | A siló                                     | Silo                              | Solo                           | főszereplő (2. évad)                          |

### Videójátékok
| Év   | Cím            | Szerep                      |
| ---- | -------------- | --------------------------- |
| 2005 | Chicken Little | Ifj. Hurkássy Toka (hangja) |

## Színház
| Év   | Cím          | Szerep |
| ---- | ------------ | ------ |
| 1991 | Biloxi Blues | Előadó |